# Laurentius Brodin
Laurentius Brodin, född 19 november 1687 i Skeda församling, Östergötlands län, död 5 december 1755 i Å församling, Östergötlands län, var en svensk präst.

## Biografi
Laurentius Brodin föddes 1687 i Skeda församling. Han var son till torparen Benct Larsson och Carin Larsdotter på Vargsäter. Brodin studerade i Linköping och blev 1712 student vid Lunds universitet. Han blev 1716 kollega vid Söderköpings trivialskola och 7 mars 1721 komminister i Skönberga församling. År 1737 blev han kyrkoherde i Å församling. Brodin avled 1755 i Å församling och begravdes 8 januari 1756 i kyrkan med likpredikan av biskopen Andreas Olavi Rhyzelius.

### Familj
Brodin gifte sig 26 augusti 1719 med Catharina Torselius (1696–1774). Hon var dotter till komministern i Loftahammars församling. De fick tillsammans barnen Johan Brodin (1720–1720), Emanuel Brodin (1722–1734), Petter Brodin (död 1726), Benedictus Brodin (1727–1735), Anna Catharina Brodin som var gift med kyrkoherden J. Rehn i Ukna församling, Petrus Brodin (1734–1735), Ingel Maria Brodin (1735–1740), Brita Elisabeth Brodin (1738–1740) och Maria Elisabeth Brodin (1742–1746).